# Enderrock

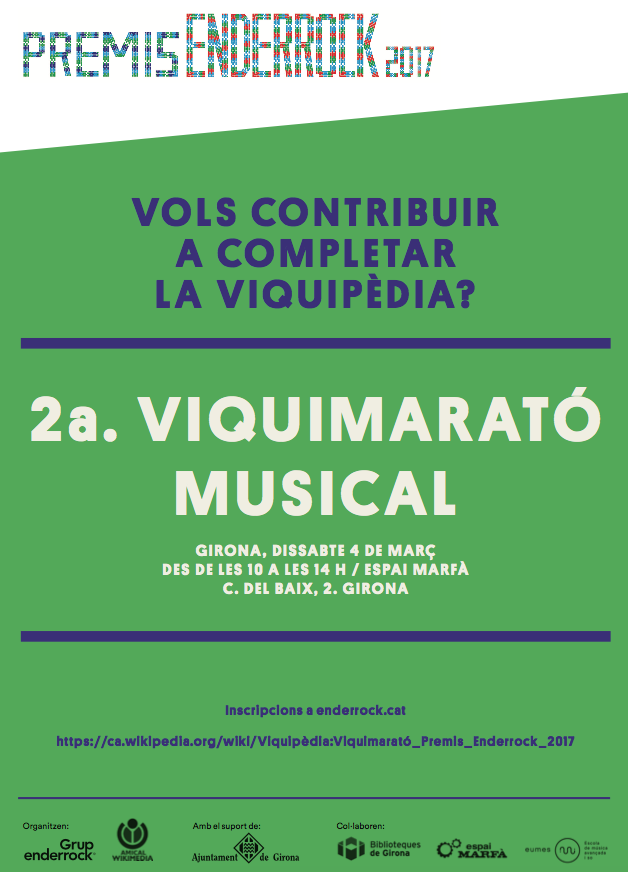
Anúncio da Premio Enderrock 2017

Enderrock é uma revista publicada mensalmente em catalão, que desde 1993 está especializada na divulgação do pop-rock criado em língua catalã em qualquer localidade dos Países Catalães.
No ano de 2004 foi galardoada com o Prémio Nacional para a Projeção Social da Língua Catalã, atribuído pela Generalitat de Catalunha. O júri valorizou que a publicação "se tornou um meio de referência de alta qualidade no mundo da música popular catalã, com uma ampla audiência entre os jovens de todo o nosso âmbito linguístico". Desde 2001, o grupo Enderrock coorganiza o concurso Sona9. Também entregam anualmente os prémios Enderrock, numa gala onde intervêm vários  premiados.
A 2 de dezembro de 2016 foi anunciado que Òmnium Cultural tinha atribuído o seu prémio de Comunicação à revista Enderrock. A entrega teve lugar a 16 de dezembro durante a Noite de Santa Lúcia, celebrada em L'Hospitalet de Llobregat.

## Grupo
A revista é editada pelo Grupo Enderrock, dirigido pelo jornalista e editor Lluís Gendrau.